# (92614) Kazutami
(92614) Kazutami est un astéroïde de la ceinture principale.

## Description
(92614) Kazutami est un astéroïde de la ceinture principale. Il fut découvert le 23 août 2000 à Gnosca par Stefano Sposetti. Il présente une orbite caractérisée par un demi-grand axe de 2,37 UA, une excentricité de 0,20 et une inclinaison de 2,8° par rapport à l'écliptique.

## Compléments